# Unknown Pleasures
Unknown Pleasures е дебютният албум на английската пост-пънк група „Джой Дивижън“. Издаден е през 1979 година от „Factory Records“. Мартин Ханет продуцира звукозаписния процес в Стробери Студиос, което се намира в Стокпорт. Албумът реализира малко продадени бройки, но получава по-голямо признание след излизането на сингъла Love Will Tear Us Apart през 1980. Шефът на „Фактъри“ Тони Уилсън е дотолкова убеден в качествата на групата, че дава 8500 паунда от собствените си спестявания, за да могат да се направят 10 000 копия от плочата.

## Търговски и критически успех
Най-високата позиция на албума в Британската класация за албуми е №71 (август 1980), която е достигната скоро след излизането на втория албум Closer. Има много по-голям успех в Британската класация за независима музика, където достига позиция №2 през януари 1980 година. Когато е пуснат отново в дистрибуция през юли 1980, албумът се изкачва на първо място. Така той прекарва общо 136 седмици в класацията.
През 2000 година списание „Кю“ поставя Unknown Pleasures на 19-о място в списъка си на 100-те най-велики британски албума за всички времена. „Пичфорк Мидия“ го определя за 9-ия най-велик албум на 70-те. Когато е преиздаден през 2007 година, той получава рядката оценка 10/10. В своята книга The Alternative Music Almanac ('Алманах на алтернативната музика') Алан Крос го поставя на осмо място в списъка си на 10-те класически алтернативни албуми. Критикът от „Олмюзик“ Нед Раджит описва плочата като „всичко дълбоко, всичко емоционално, всичко театрално, всичко перфектно – един от най-добрите албуми за всички времена“.

## Песни
Първа страна 'Отвън'
1. Disorder – 3:32
2. Day of the Lords – 4:49
3. Candidate – 3:05
4. Insight – 4:29
5. New Dawn Fades – 4:47

Втора страна 'Отвътре'
1. She's Lost Control – 3:57
2. Shadowplay – 3:55
3. Wilderness – 2:38
4. Interzone – 2:16
5. I Remember Nothing – 5:53

## Музиканти
- Иън Къртис – вокали
- Бърнард Съмнър – китара, клавирни
- Питър Хук – бас китара
- Стивън Морис – барабани

Продуцент: Мартин Ханет